# The Elder Scrolls IV: Shivering Isles
The Elder Scrolls IV: Shivering Isles è un'espansione del videogioco The Elder Scrolls IV: Oblivion, quarto capitolo della saga The Elder Scrolls.
Shivering Isles è l'espansione più importante per dimensioni di gioco perché a differenza di Knights of the Nine, che aggiunge alcuni dungeon e undici missioni, aggiunge un'intera zona (Shivering Isles), una città, dungeon e svariati insediamenti che aggiungono ulteriori missioni alle sedici della missione principale.
Shivering Isles è anche la più importante per tecnica artistica, essendo differente sia da Oblivion sia da Knights of the Nine, poiché torna verso le trame e gli stili di Morrowind.

## Trama
Per cominciare quest'espansione (una volta installata) basta far trascorrere un giorno virtuale in Oblivion e il giocatore ottiene sul suo diario un'annotazione sull'apertura di un portale misterioso nel mezzo della baia di Niben di fronte a Bravil. Una volta giunto nel luogo indicato dalla bussola il giocatore si trova di fronte una guardia di Bravil chiamata Gaius Prentus, una Khajiit e un enorme portale di pietra dall'aspetto di due enormi volti congiunti di profilo, da cui fuoriesce un elfo che dopo alcune frasi sconnesse aggredisce la guardia venendo tuttavia ucciso da quest'ultima.
Una voce tuonante invita il giocatore a entrare: la scelta non influisce su nessuno dei due giochi, in quanto il giocatore è libero di "declinare" l'invito e tornare alle missioni di Oblivion, così come una volta entrato può tornare indietro. All'entrata del portale il giocatore si trova in una stanza con un tavolo e una sedia, mentre di fronte siede Haskill, il ciambellano di Sheogorath, il principe daedrico della follia che regna su Shivering Isles. Una volta sedutosi al tavolo il giocatore viene invitato a entrare nel mondo di Sheogorath o può tornare a Cyrodiil, senza comunque perdere la possibilità di entrarvi in seguito.
Una volta scelto di entrare il personaggio accede al Confine e per poter arrivare al cospetto del folle dio scopre di doversi guadagnare la sua benedizione sconfiggendo il Guardiano; una volta ottenuto il permesso di attraversare le Porte della Follia il giocatore si dirige a New Sheoth, dove risiede Sheogorath e la sua corte: il re delle isole Shivering gli rivela così che il reame è minacciato dalla Grigiamarcia, un terribile evento che si verifica ogni mille anni e che vede il principe daedrico dell'ordine, Jyggalag, distruggere completamente il suo regno, svuotandolo di ogni forma di vita. Sheogorath ha scelto il protagonista come suo campione per fermare questa apocalisse e spezzare per sempre il ciclo; ciò consiste nel riattivare la fortezza-trappola di Xedillian, svolgere le missioni dei duca di mania e demenza, riaccendere la gran torcia di New Sheot prendendo la sacra fiamma dalle rovine di Cilarne dove i santi d'oro e le oscure seduttrici si affrontano per il suo controllo e uccidere uno dei due duca per succedergli (il che prova la ribellione del duca superstite, indifferentemente dalla scelta) riconquistare il Confine che nel frattempo è caduto nelle mani dell'ordine e in conseguenza della debolezza della frontiera Sheogorath chiede al personaggio giocante di ricostruire il guardiano (distrutto dal giocatore all'inizio per accedere a Shivering Isles); a seconda della fazione che sia ha scelto per la missione a Cilarne bisogna aiutare i santi d'oro o le oscuri seduttrici a sconfiggere l'ordine.
Quando si torna da Sheogorath lui si trasforma in Jyggalag per poi scomparire; a questo punto Haskill dice che dovete ricreare il bastone di Sheogorath e indirizza il giocatore da Dyus, che gli chiede di recuperare un ramo dell'albero delle ombre e l'occhio di una donna di nome Ciirta. Per attivare il bastone bisogna immergerlo nella fonte della follia (la fontana dietro il trono di Sheogorath), ma si scopre che l'ordine ha avvelenato la sorgente che alimenta la fonte che si trova sotto l'albero nella sala del trono, tanto che dopo aver immerso il bastone nella fonte della follia l'ordine attacca il palazzo. Dopo aver disattivato i due obelischi appare Jyggalag, che bisogna sconfiggere. Dopo il combattimento lo spirito di Jyggalag inizia a parlare per annunciare che la Grigiamarcia è finita. Alla fine della battaglia il personaggio giocante può tornare da Haskill per essere proclamato signore e padrone di Shivering Isles con tutti i privilegi e i doveri annessi.

## Ambientazione
Il Regno di Sheogorath è diviso in tre regioni: il nord chiamato Mania riflette il lato luminoso, euforico e ossessivo del suo folle sovrano, sia nella flora lussureggiante sia nei comportamenti dei suoi abitanti; il sud, chiamato Demenza, rappresenta il lato oscuro, violento e paranoico di Sheogorath ed è caratterizzato da una flora avvizzita e da ambienti lugubri e marcescenti. L'estremità occidentale del reame è chiamato il Confine ed è una grande zona di prova per coloro che entrano in Shivering Isles. Solo i più degni infatti possono attraversare le Porte della Follia ed entrare così nel regno vero e proprio. Di seguito sono elencati i luoghi più importanti del gioco.
- New Sheoth: è la capitale delle isole Shivering, dove sorge il palazzo di Sheogorath. La città è divisa in due come il resto del regno: Bliss, la zona settentrionale appartiene a Mania mentre Crogiolo, il distretto meridionale, appartiene a Demenza.

- Cylarne: complesso di rovine che custodisce la Fiamma di Agnon, considerata terra santa per Mazken e Auriel e ritenuta da molti la prima capitale di Shivering Isles; le due razze daedriche combattono da secoli per acquisirne il controllo.

- Vitharn: antico insediamento che secoli fa ospitò la più potente signoria del regno, ma che ormai è solo una terra abbandonata infestata dai fantasmi degli abitanti massacrati, condannati a ripetere per l'eternità la loro ultima battaglia.

- Brellach: roccaforte dei santi d'oro nel reame di Sheogorath in cui è custodita la Sorgente, il collegamento con cui gli Auriel defunti possono risorgere nelle isole Shivering.

- Xedilian: principale avamposto difensivo di Shivering Isles che cadde in rovina con la creazione del guardiano del Confine.

- Pinnacle Rock: fortezza dei Mazken in Shivering Isles. Tramite la fonte della rinascita le oscure seduttrici defunte possono tornare nel regno di Sheogorath.

- Sale Urlanti: centinaia di anni fa su Tamriel era un tempio in cui venivano curati i malati di mente, che ospitò l'Imperatore Pelagius il folle. Ora ospita la Congrega degli Apostoli che lo hanno portato pietra per pietra nel regno di Sheogorath.

- Milchar: complesso di rovine posto nella regione di Mania, nelle cui viscere si trova l'Albero delle Ombre che trae nutrimento dalle profondità delle Shivering isles.

- Knifepoint Hollow: antica biblioteca di Jyggalag che si trova al centro di Shivering Isles e che si dice raccogliesse immense conoscenze.